# 真田アサミのどるちぇJamSession
『真田アサミのどるちぇJamSession』（さなだあさみのどるちぇジャムセッション）は、2011年12月14日から2012年11月28日までHiBiKi Radio Stationで配信されていたラジオ番組。
本放送開始前の11月30日にはプレ放送が配信された。

## 概要
パーソナリティ
- 真田アサミ

配信日
- 毎月第2、第4水曜日

## コーナー

### 真田アサミが行ってきました!
- リスナー投稿のおすすめスポットに真田アサミ自らが行って、いろんな体験をしてくる。

#1（2011年12月14日） - 芸能浅間神社（花園神社内、東京都新宿区）
#2（2012年12月28日） - たい焼き神田達磨神保町店（東京都千代田区神田神保町）
#3（2012年1月11日） - 東京都中野区東中野のバー
#4（2012年1月25日） - 長野ロケ&おもちゃのまち駅（東武鉄道宇都宮線、栃木県下都賀郡壬生町）
#5（2012年2月8日） - 栃木県宇都宮市
#6（2012年2月22日） - gion（喫茶店、東京都杉並区阿佐谷）
#7（2012年3月14日） - ポム・ド・テール（ベーグル屋、東京都杉並区西荻北）
#8（2012年3月28日） - インド&明治神宮（東京都渋谷区代々木神園町）&BRITISH INDIAN CAFE 1930（東京都渋谷区神宮前）
#10（2012年4月26日） - 飛鳥山公園（東京都北区）
#11（2012年5月9日） - 鶴岡八幡宮（神奈川県鎌倉市）
#12（2012年5月23日） - 江の島（神奈川県藤沢市）
#13（2012年6月13日） - 神奈川県平塚市
#14（2012年6月27日） - グリルスイス（東京都中央区銀座）&長野県東京観光情報センター（東京都千代田区有楽町）
#15（2012年7月11日） - 下北沢（東京都世田谷区北沢）
#17（2012年8月8日） - 福岡県北九州市小倉
#20（2012年9月26日） - 真田アサミのどるちぇJamSession1stMeeting（公開録音）
#21（2012年10月10日） - カタール・ウィーク ファラジャン in Tokyo
#22（2012年10月24日） - 田辺トシノ自宅
#23（2012年11月14日） - 駄菓子屋 上川口屋（東京都豊島区雑司が谷、鬼子母神境内）
#24（2012年11月28日） - 美味卵家 神田本店（東京都千代田区鍛冶町）

### 2013年も私と一緒に! 真田アサミカレンダー計画
- シチュエーション、衣装、小道具、ポーズの4案をリスナーに募集。その投稿をシャッフルして1ヶ月1枚のカレンダーを製作。

### 100人のっても大丈夫!
- 100人規模でも楽しめる公開録音の企画を募集。

## ゲスト
- #5（2012年2月8日） - 新谷良子[9][26][27]
- #10（2012年4月25日） - 桜咲千依[28][29][30][31]
- #14（2012年6月27日） - 斉藤貴美子[32][33]
- #17（2012年8月8日） - 流田Project[34][35]
- #21（2012年10月10日） - aba、やしきん、前澤寛之[36][37][38][39]
- #22（2012年10月24日） - 田辺トシノ、浅岡雄也[40][25]
- #23（2012年11月14日） - 藤島康介[41][42]

## DJCD
- 「真田アサミのどるちぇJamSession -1st Session-」（2012年9月26日発売）[21]
- 「真田アサミのどるちぇJamSession -2nd Session-」（2013年4月24日発売）